# Херсонес Таврійський (заповідник)

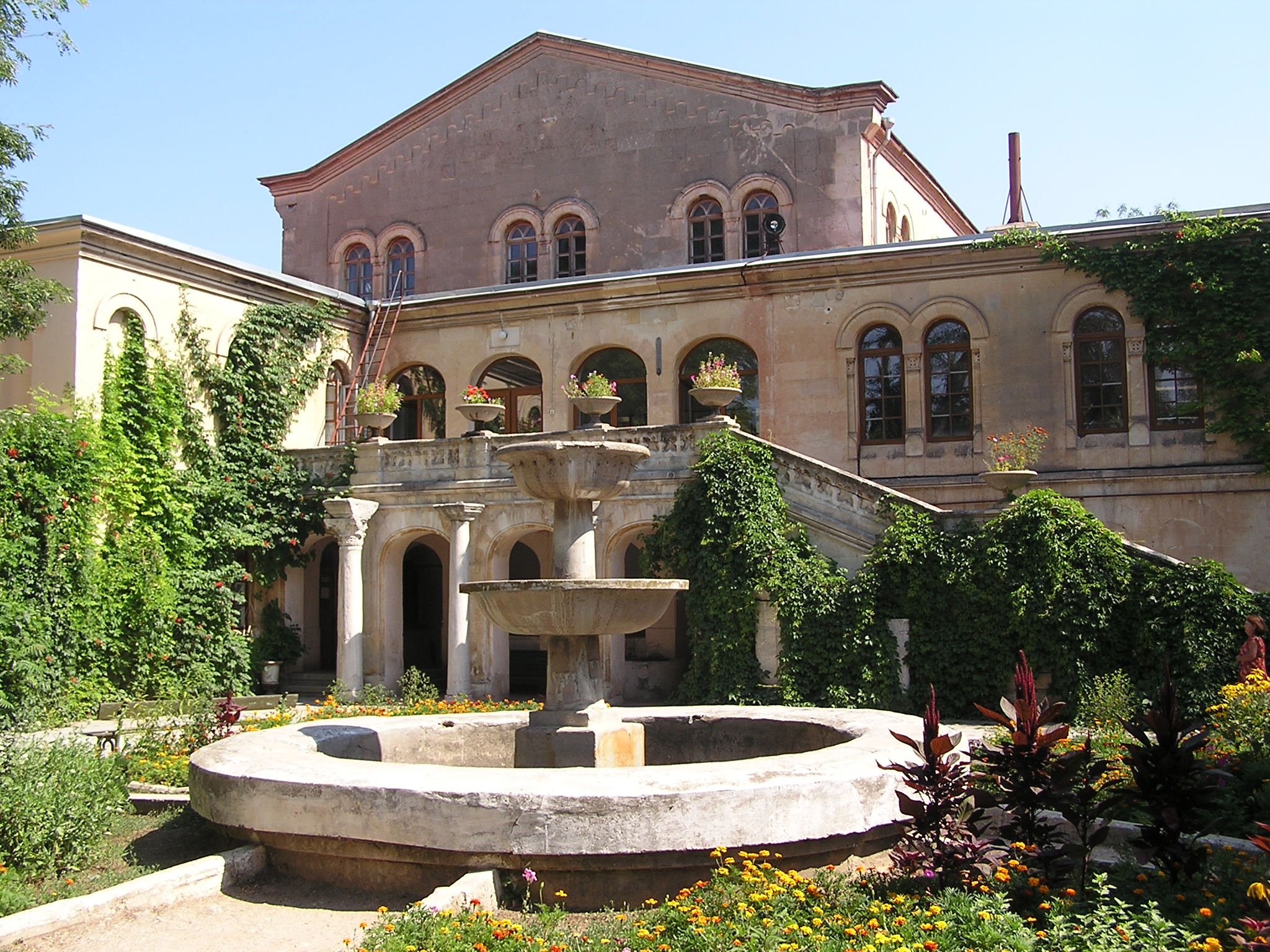
Грецький дворик перед музеєм.

 Херсонеський історико-археологічний музей-заповідник у Севастополі — музей, відкритий 1892 на базі археологічних знахідок з розкопів старогрецького міста Херсонесу, розташований у колишньому монастирі на території розкопів; спершу мав назву «склад місцевих старожитностей». Тут 20 років працював дослідник і археолог Карл Казимирович Косцюшко-Валюжинич (1847—1907), перший директор музейного закладу в добу царату. З 1980 року існує під сучасною назвою.
Від початку окупації Криму Херсонес Таврійський, пам'ятка світового значення, яка належить до світової спадщини ЮНЕСКО, руйнується росіянами. На території заповіднику, серед розкопок, звели новобудови, зокрема новий амфітеатр, деякі археологічні знахідки вивезли до російських музеїв; проте слова про «повне знищення» пам'ятки є перебільшенням. 24 липня 2024 року Україна звернулася до ООН та ЮНЕСКО щодо руйнування в тимчасово окупованому Криму пам'ятки світового значення Херсонеса Таврійського.

## Фонди музею
У фондах музею близько 200 000 експонатів з V ст. до XV ст. н. е. до  (понад 5000 в експозиції), серед яких:
- археологічні пам'ятки;
- епіграфічні (серед них присяги херсонесців з 3 в. до н. е., декрети на честь Діофанта, 2 ст. до н. е. тощо);
- колекції монет;
- поліхромні надгробкові стели (4-3 ст. до н. е.);
- мозаїки з чорно-білої гальки та кольорових камінців;
- антична кераміка;
- колекція архітектурних фрагментів (античні та середньовічні капітелі, рельєфи, залишки античних стінописів тощо.)

## Вибрані пам'ятки

### Базиліка 1935 року

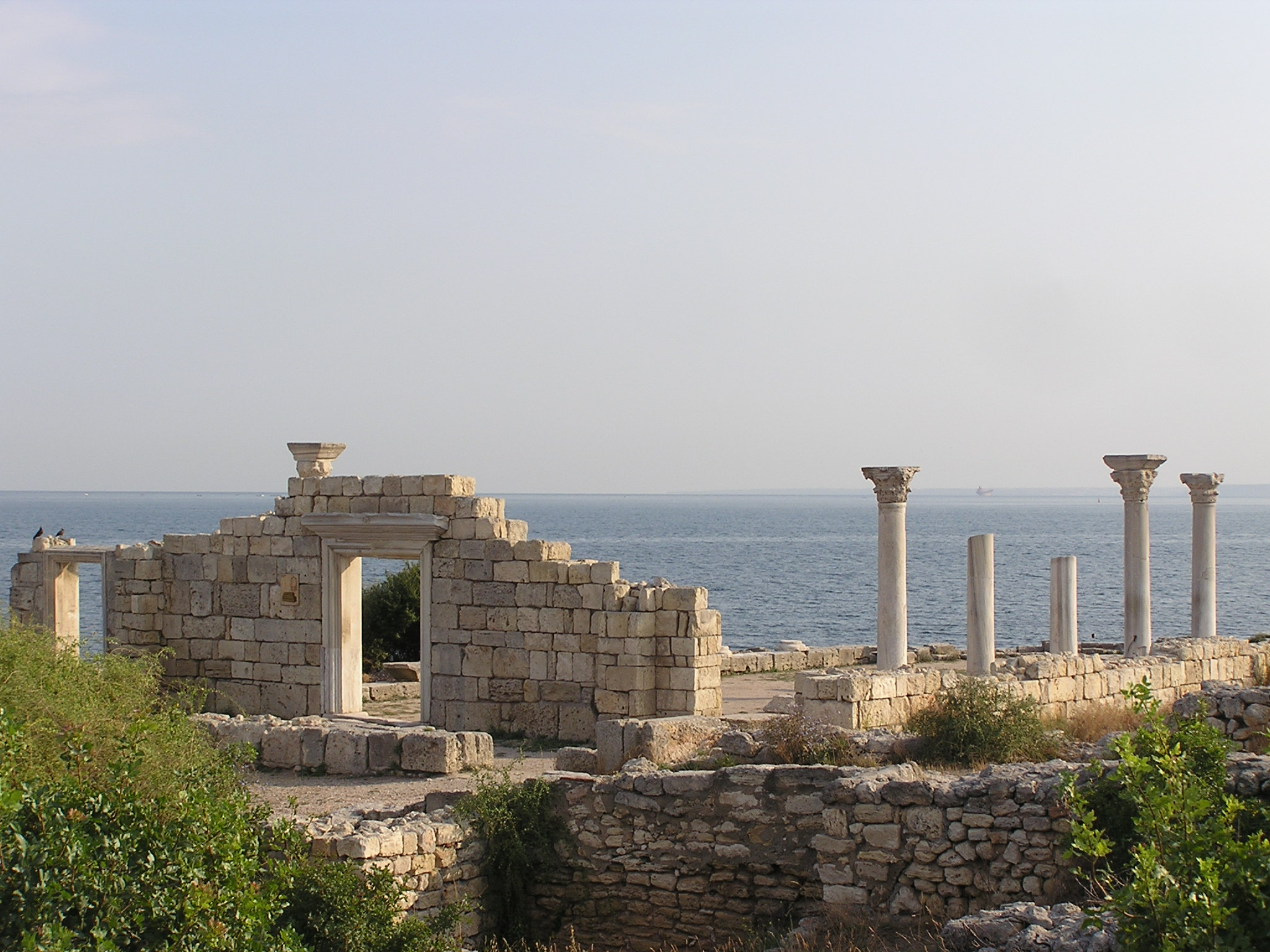
Базиліка 1935 року

Базиліка 1935 року — умовна назва найвідомішої базиліки, розкопаної в місті Херсонес Таврійський. Базиліка була споруджена, ймовірно, в VI столітті на місці більш раннього храму, який, за припущенням істориків, був синагогою. Базиліка 1935 року є своєрідним символом Херсонесу; її зображення було використано на купюрі вартістю одна гривня.

### Собор Святого Володимира

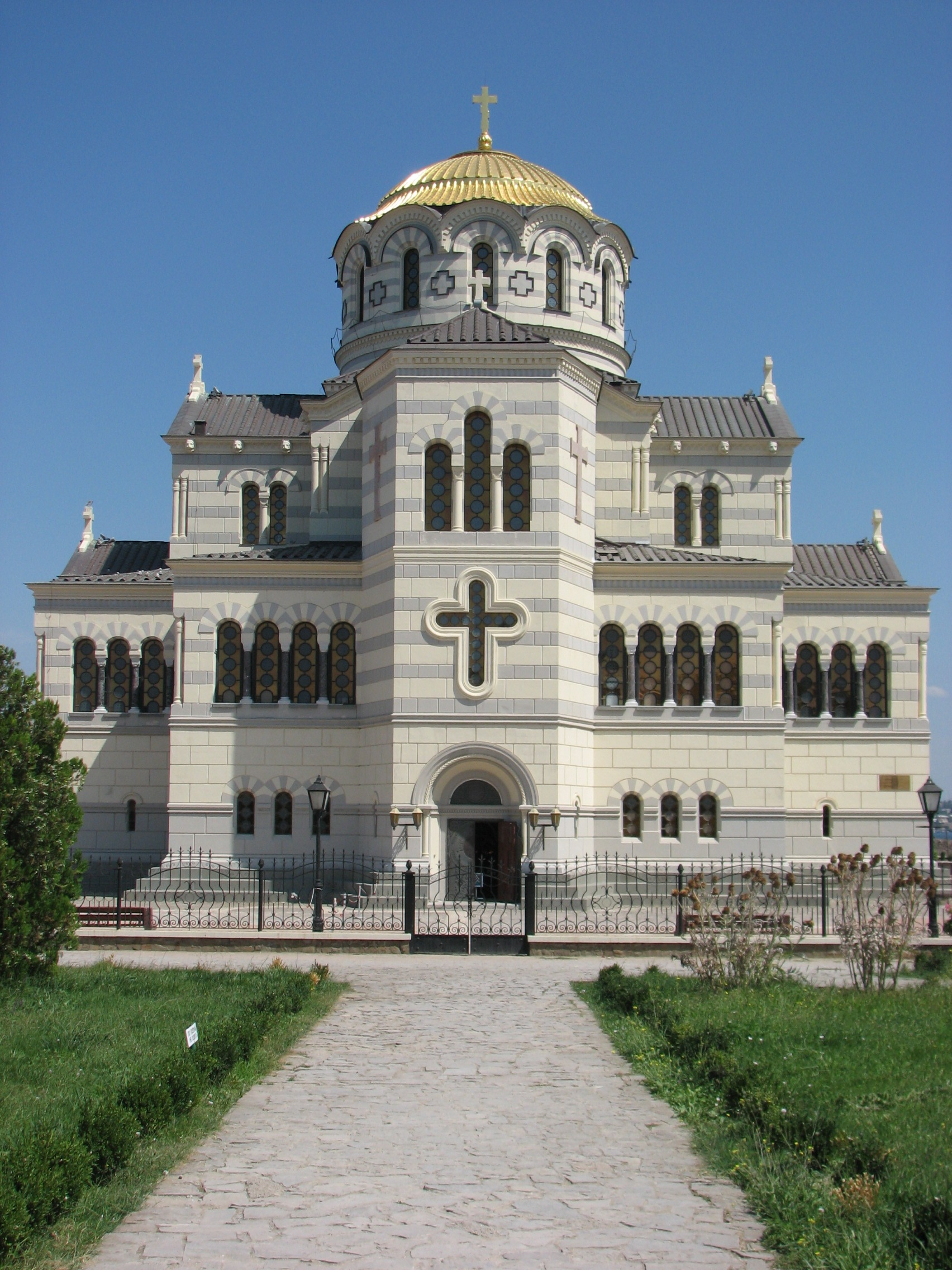
Собор Святого Володимира

Володимирський собор в Херсонесі було закладено 1861 року. Його будівництво було завершено через 10 років, та опорядження інтер'єрів тривало ще до 1883 р. Під час Другої світової війни у 1942 р. Володимирський собор зазнав сильних руйнувань: впав барабан з банею, провалились перекриття, в стінах з'явились тріщини, а вишукане оздоблення інтер'єру майже повністю загинуло. Була також знищена стародавня частина собору зі склепінням. Вціліли лише фундаменти базиліки і стіни храму, та й вони поступово руйнувалися. У грудні 1998 р. у стовп напівзруйнованого собору дружина Президента України Л.Кучма, Київський міський голова О.Омельченко, відомі українські боксери брати Клички та Митрополит Української Православної Церкви Володимир заклали символічну капсулу на відзнаку початку робіт з відродження храму. В ознаменування завершення основних будівельних робіт 28 липня 2001 року, в день Св. рівноапостольного князя Володимира, за участю Президентів України та Росії — Л. Кучми і В. Путіна — відбулося урочисте освячення і встановлення позолоченого хреста на баню відтвореного собору.

### Вежа Зенона

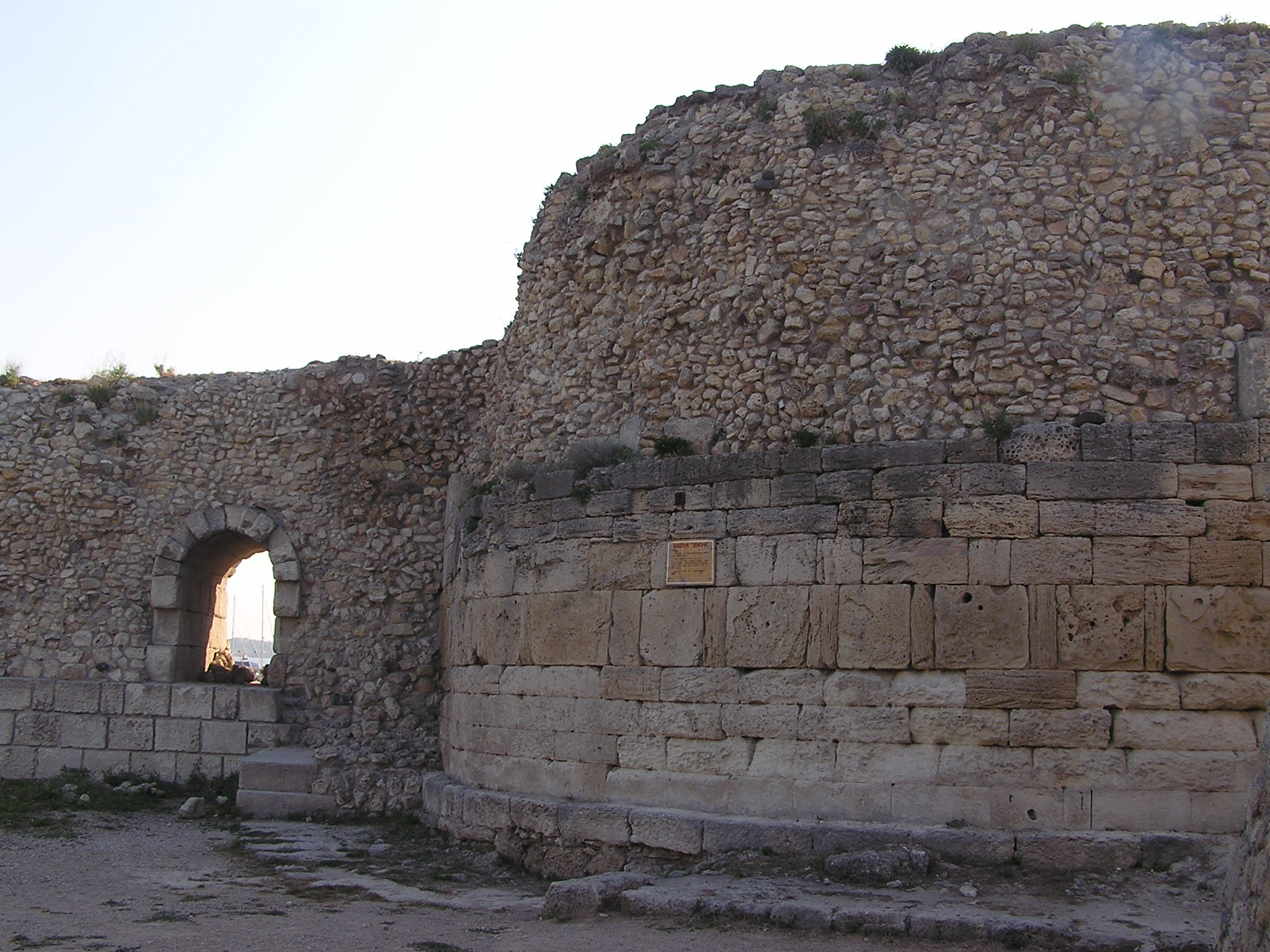
Вежа Зенона з боку поля

Найбільша з фортечних веж міста. Розташована на захід від Карантинної бухти. Вежа мала приміщення для варти, що охороняла міську браму. Найдавніша частина вежі — античних часів (2 ст. до н. е.) і має 8 м в діаметрі. Розкопи вежі наприкінці XIX ст.  проводив дослідник Косцюшко-Валюжинич. По його смерті цю частину оборонних споруд досліджував Р. Х. Лепер.
Вежа мала значні пошкодження через військові дії степових скіфів, тому неодноразово ремонтувалася. Аби пришвидшити роботи по зміцненню та ремонту вежі, захисники міста розібрали стародавній цвинтар та використали кам'яні надгробки. Вежа частково розібрана на початку XX ст.. Лепер під час досліджень вежі у 1910—1911 роках знайшов чотири надгробкові стели та архітектурні деталі якоїсь античної споруди. Саме тут був знайдений уламок стінопису з головою юнака, виконаний в техніці енкавстики.
У 1960 р. вежу досліджували археологи (керівник С. Ф. Стржелецький), розібравши найдавнішу її частину. Всього було знайдено близько 400 надгробкових стел чи їх уламків. Частка з них збереглася досить повно, частка зібрана наново з уламків, що дало можливість добре відтворити їх форму і поліхромні розписи. Надгробки мають написи, що служать важливим епіграфічним джерелом для істориків античності.
Вежа отримала назву на честь візантійського імператора Зенона Ісаврийця, який дав гроші на її черговий ремонт та зміцнення у 488 році. Напис про це теж був віднайдений на кам'яній брилі під час обстежень вежі.

### Амфітеатр

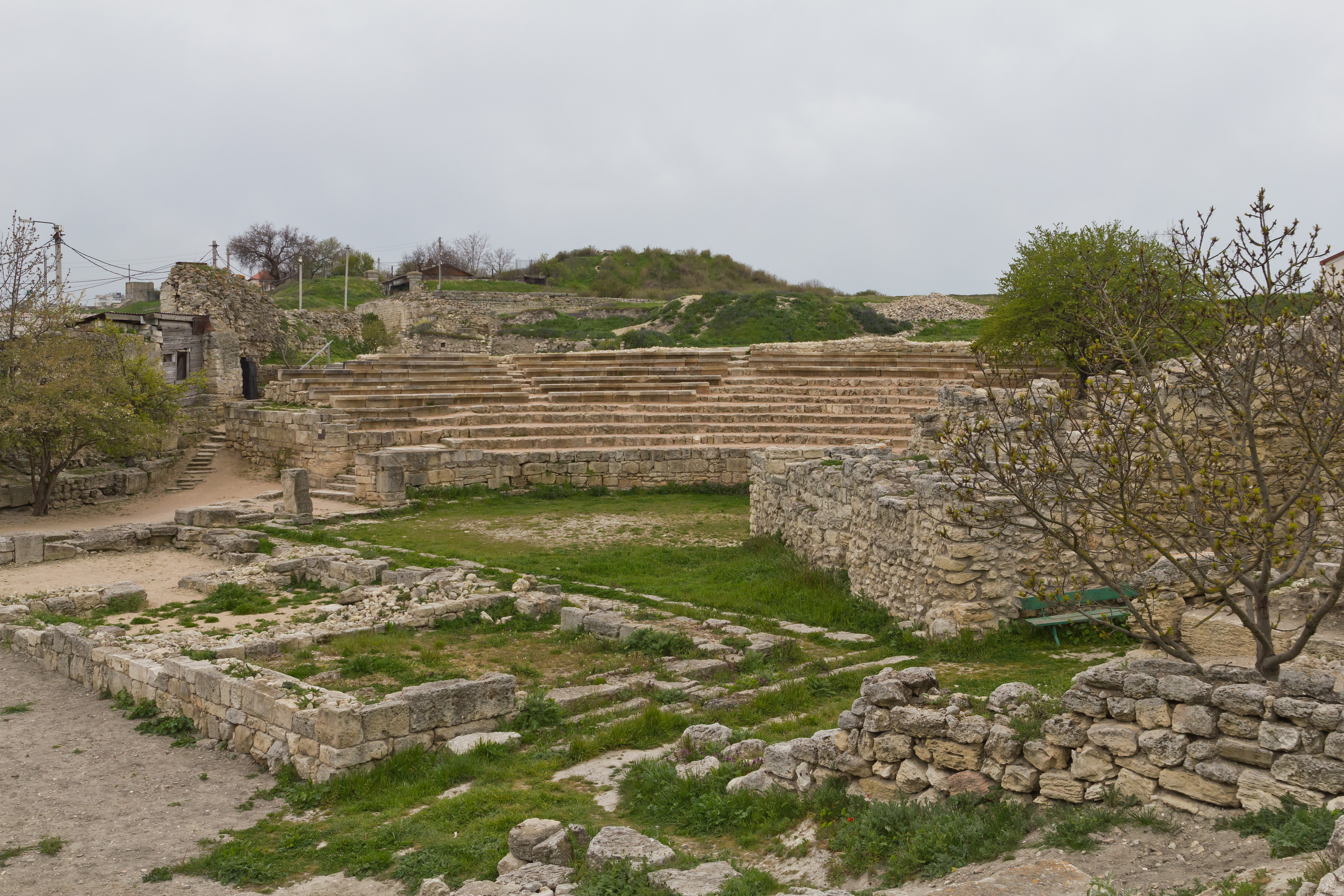
Ліворуч — Античний амфітеатр, праворуч — Храм з ковчегом

Серед значущих археологічних комплексів міста — руїни давньогрецького амфітеатру. Первісно театр слугував для вистав та місцевих свят. В роки господарювання в місті римлян, театр використовували для боїв гладіаторів.
У добу раннього середньовіччя театральні вистави були заборонені візантійським імператором, кам'яні брили театру розібрані та використані на укріплення фортечних мурів. Територію театру засипали та забудували невеликими християнськими церквами. Залишки християнського храму, що розміщались в оркестрі, було розібрано під час розкопок. Мури більшого, хрестоподібного за поземним планом храму, збережено як пам'ятку середньовічної забудови міста.

### Храм з ковчегом
Храм з ковчегом — умовна назва херсонеського храму, спорудженого в IV ст.. Храм було знайдено під час розкопок в місті в 1897 року. Назва «Храм з ковчегом» виникла під час розкопок 1897 року в зв'язку з тим, що у сховку під вівтарем було знайдено невеликий срібний ковчег (скриньку) з мощами. Херсонеський ковчег з 1900 року зберігається в санкт-петербурзькому Ермітажі.

### Уварівська базиліка

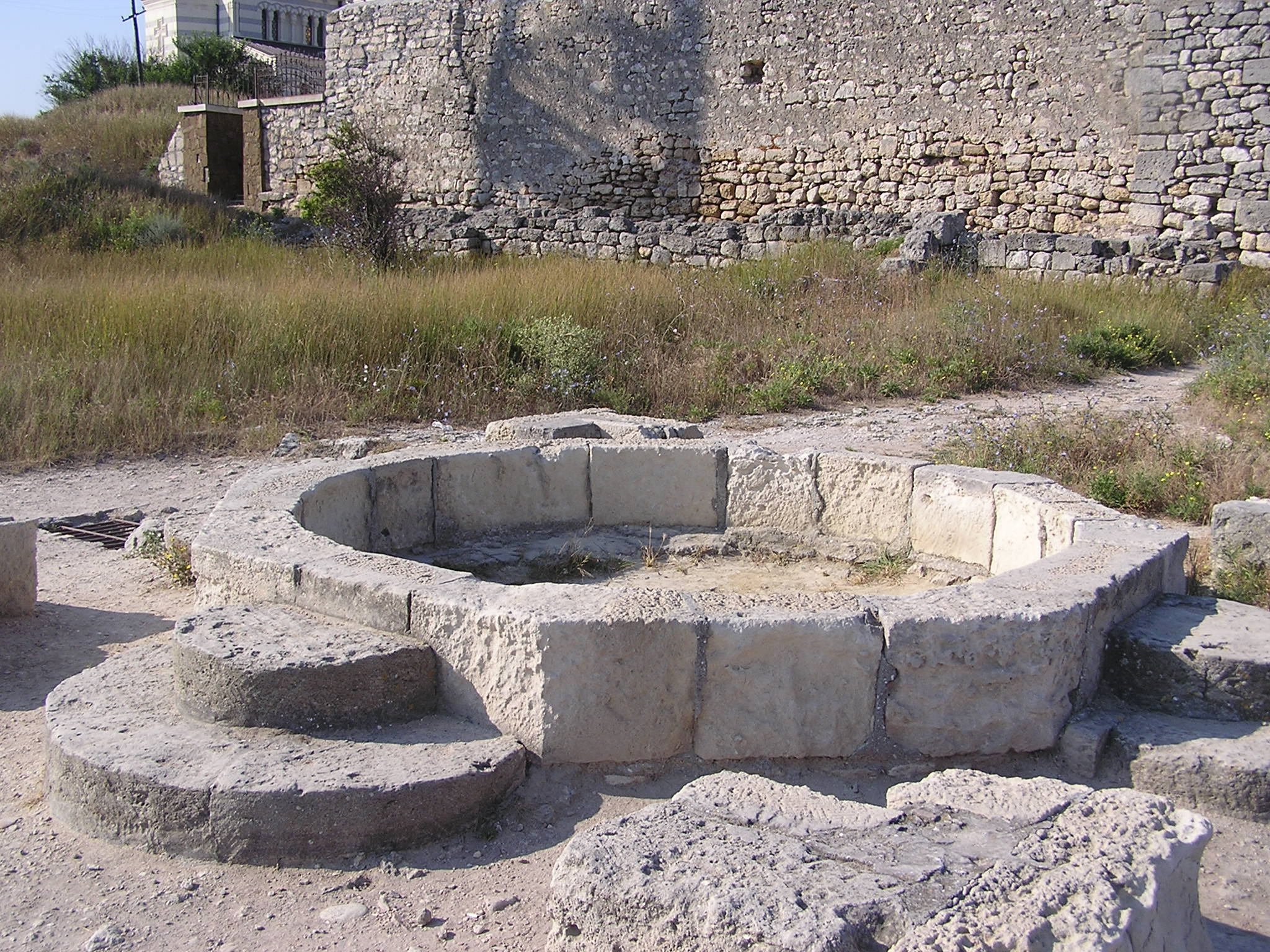
Уварівська базиліка

Уварівська базиліка — одна з найбільших у Криму. Була споруджена наприкінці V ст. — початку VI ст., згодом неодноразово перебудовувалась. Капітальна перебудову базиліки проводили в X ст.. Після цього базиліка проіснувала ще три століття.
Історики й археологи вважають, що Уварівська базиліка була головним храмом міста, присвяченим апостолам Петру та Павлу, про який згадується в письмових джерелах. У 1853 році її було розкопано графом О. С. Уваровим, засновником Московського археологічного товариства.

### Дзвін у Херсонесі

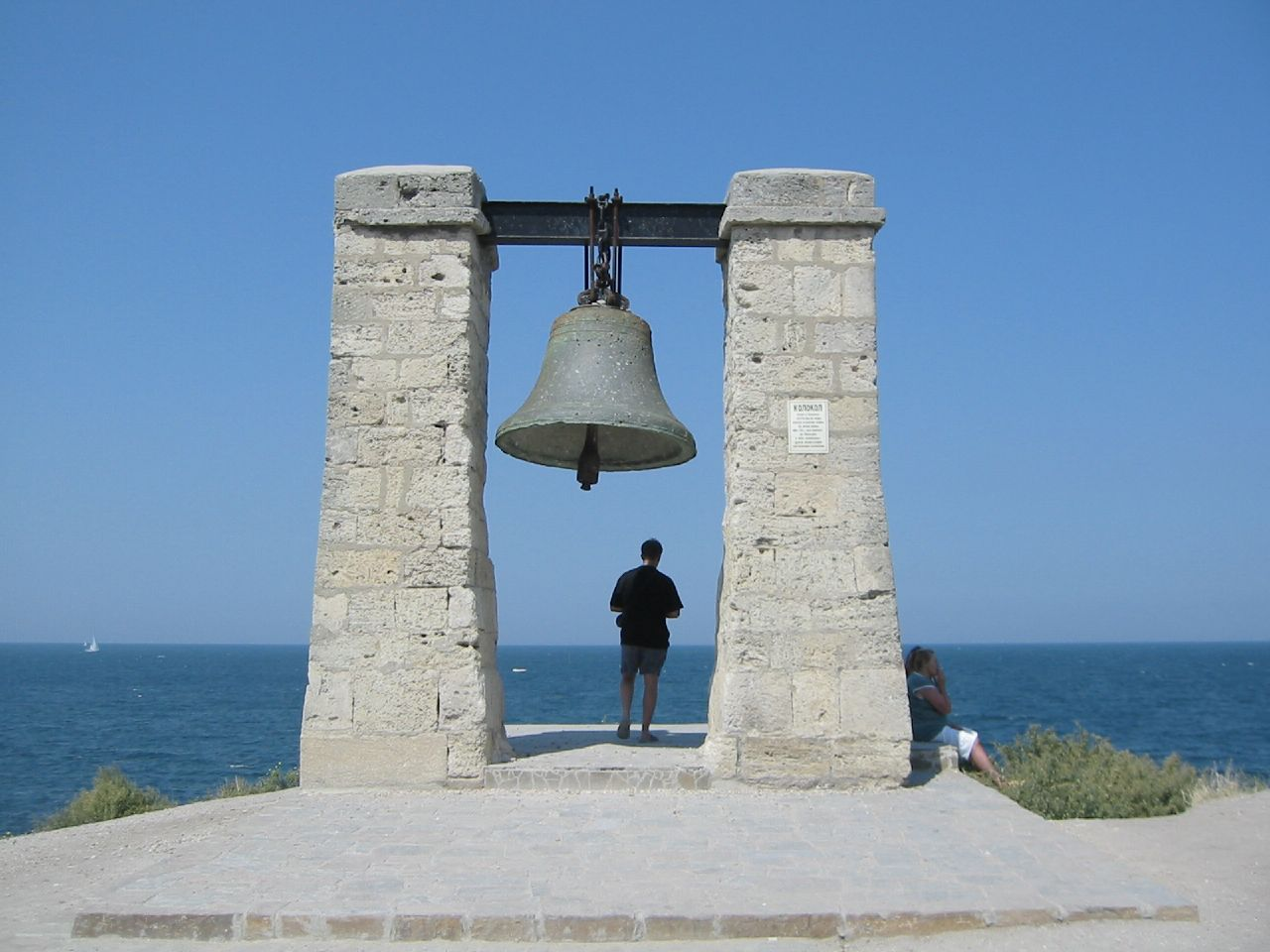
Сигнальний дзвін

Дзвін, який розмістили на руїнах міста, створено у 1778 році в Таганрозі. Ливарна майстерня використала гармати турків, відбиті під час боїв. Дзвін прикрашений зображеннями святих Миколая та Фоки, що вважалися небесними заступниками моряків. З 1803 року дзвін перебував в Севастополі. Під час Кримської війни його захопили як військовий трофей і відвезли до Парижу, де він й перебував, доки Франція не повернула дзвін у листопаді 1913 року, з приводу чого відбулася Хресна хода.

### Базиліка в базиліці

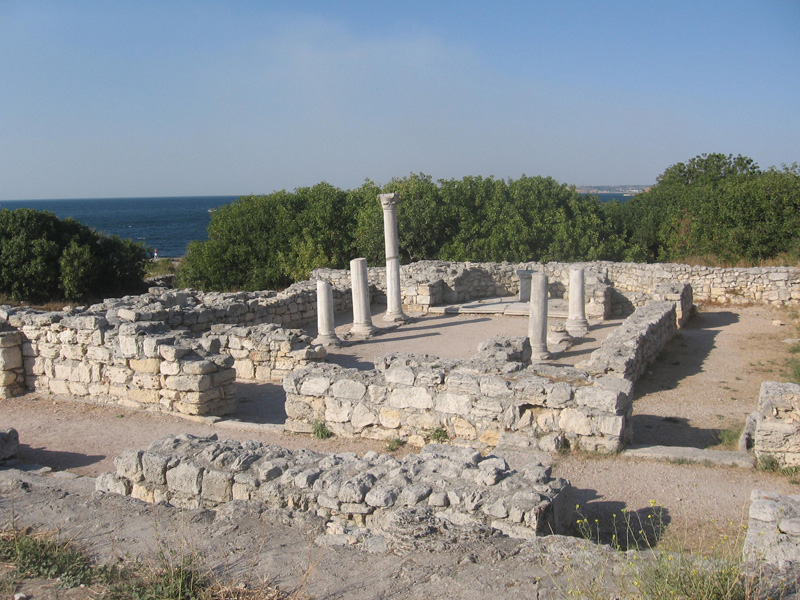
Базиліка в базиліці

Цікавою пам'яткою середньовічної архітектури є так звана Базиліка в базиліці. Свою назву храм отримав через те, що на тому самому місці було побудовано два храми — другий будувався на руїнах та з уламків першого. 9 травня 2007 року вандали перекинули колони «базиліки в базиліці» й завдали пам'ятці значних руйнувань.

### Базиліка на пагорбі
Ця тринефна базиліка з п'ятигранною апсидою була одним з найбільших і найпишніше оздоблених храмів Херсонесу. Базиліка була споруджена на місці пізньоантичної садиби або гончарної майстерні. Комплекс будівель базиліки на пагорбі було зруйновано в 988-989 роках, під час походу князя Володимира Великого на Корсунь.

### Підземний храм-мавзолей

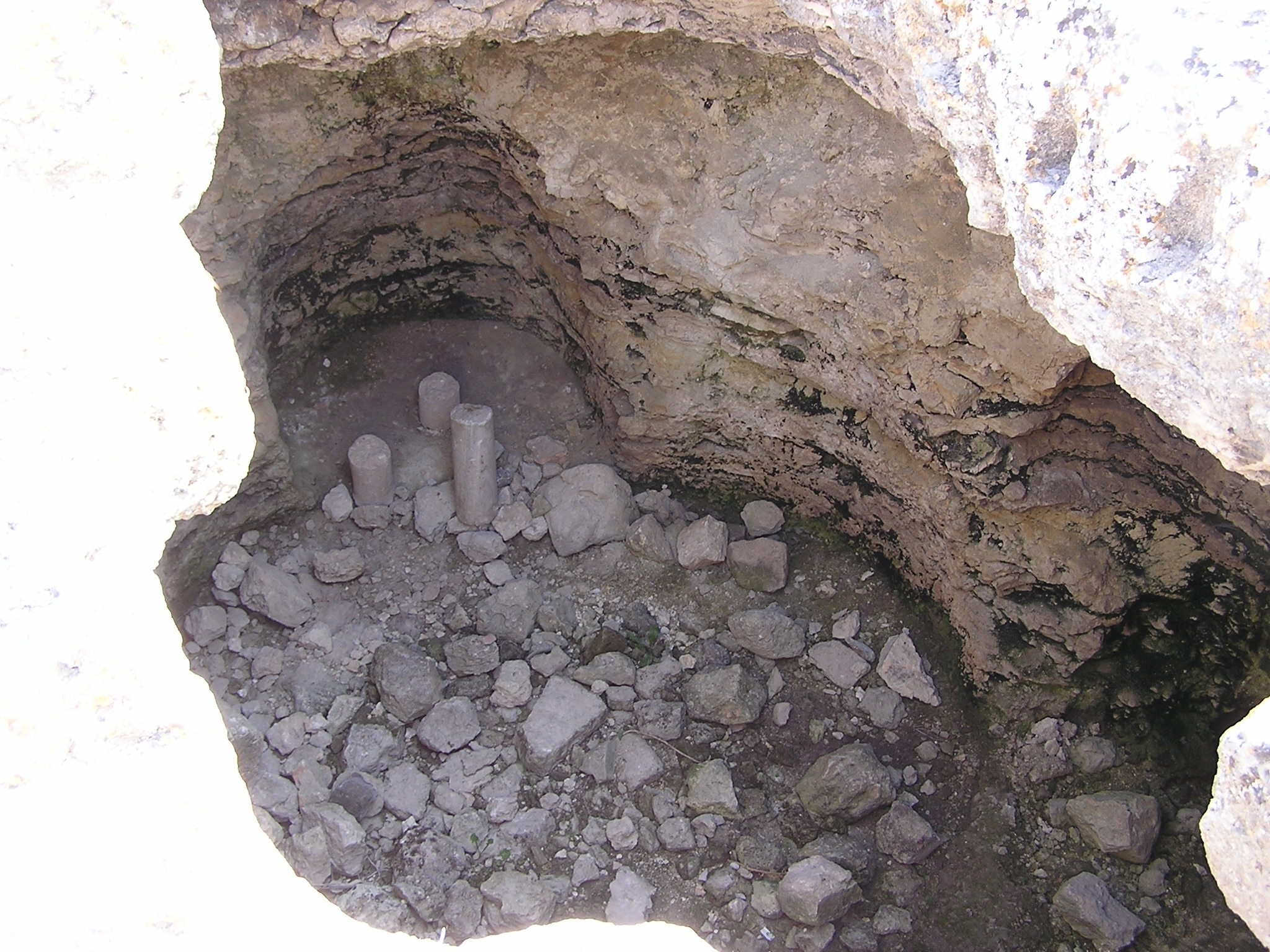
Підземний храм-мавзолей

Підземний храм-мавзолей належить до ранньохристиянського часу. Також називається печерним храмом, оскільки він вирубаний в скелі. На думку багатьох фахівців храм було споруджено в V столітті, проте деякі історики припускають, що храм виник раніше, й датують його першими століттями нашої ери. Розташований у III кварталі на Головній вулиці. Підземний храм-мавзолей був знайдений під час розкопок Одеського товариства історії та старожитностей у 1883 році.

### Храм з аркосолями
Ще одним з давніх християнських храмів Херсонесу Таврійського був Храм з аркосолями. Назва храму умовна, вона походить від розвантажувальних арок — аркосолій — залишки яких збереглися по сьогодні.
Храм було відкрито під час розкопок 1964 року, що проводилися науковцями музею-заповідника «Херсонес Таврійський», а також фахівцями з Уральського та Харківського університетів.

### Монетний двір

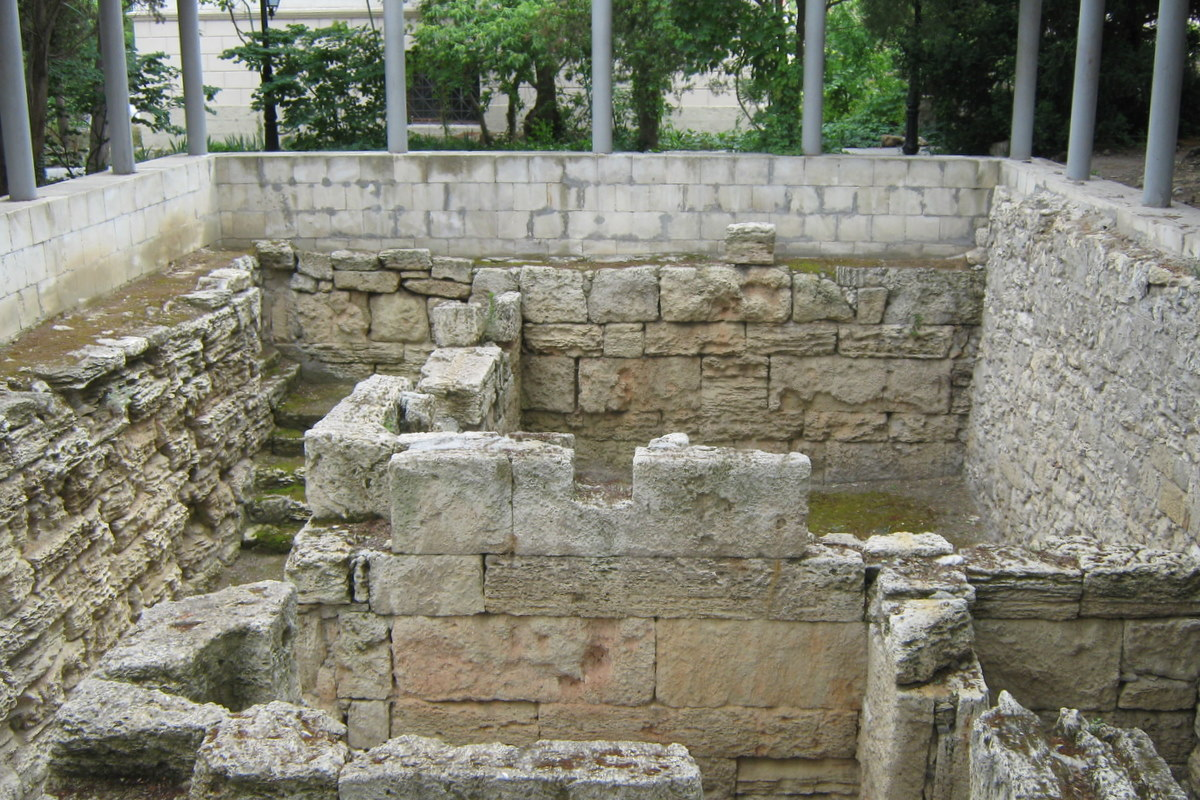
Руїни монетного двору в Херсонесі

Монетний двір — умовна назва споруди в місті Херсонес Таврійський, в одному з підвальних приміщень якої було знайдено 43 заготівки для карбування бронзових монет. Підвали будівлі монетного двору величезні: ділянка, відкрита для туристів, складає лише малу частку цих підземель, що були розкопані та знову засипані ще в XIX столітті.

### Експозиції
Експозиції відбивають античну і середньовічну історію Херсонесу. Відвідувачі можуть оглянути залишки оборонних споруд, вулиць, площ, будинків, термів, міського водосховища, монетного двору тощо. У музеї представлені цікаві експонати епіграфіки Херсонесу, скульптурна колекція, мозаїки, монети тощо.

## Галерея

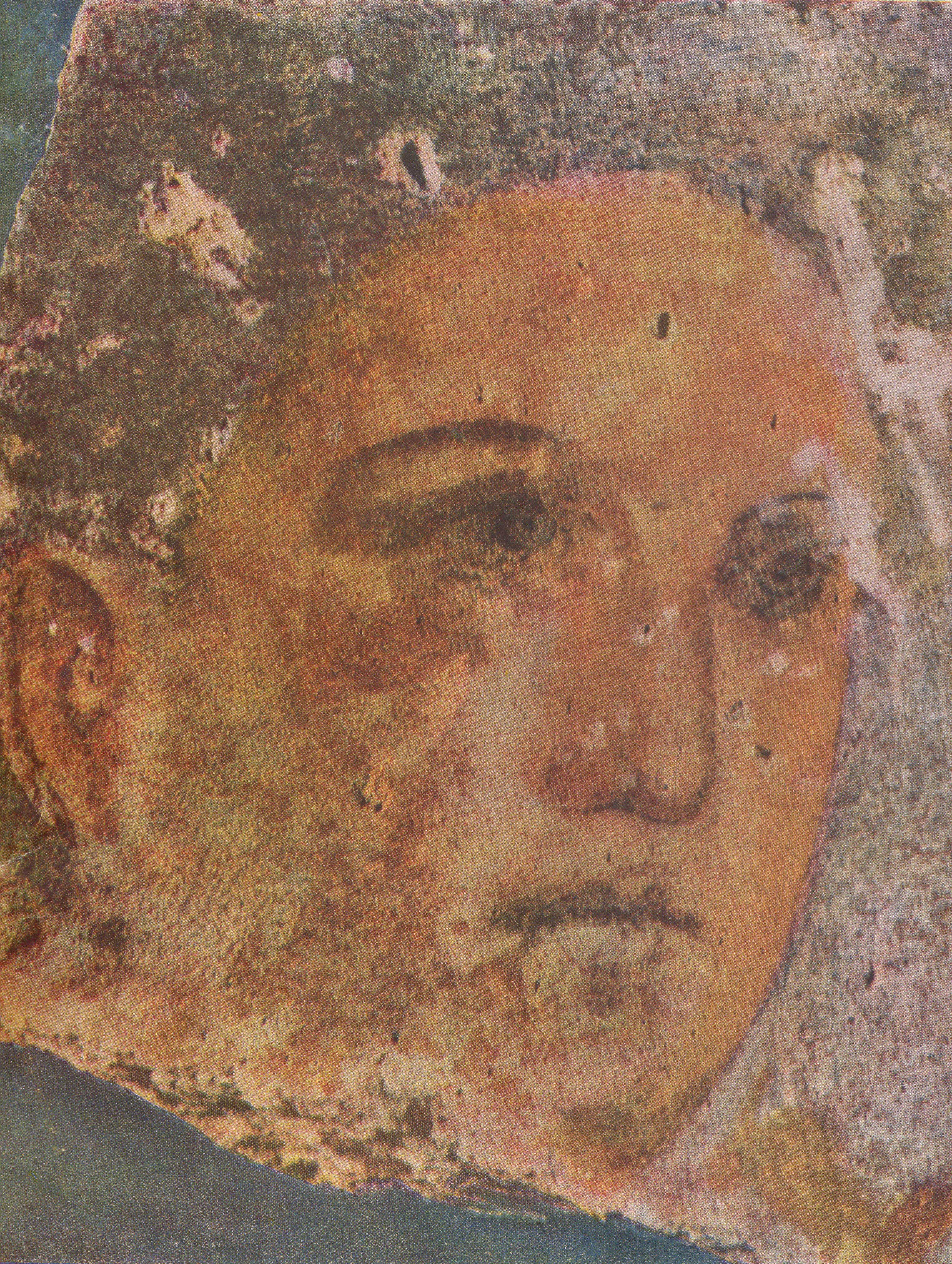
Голова юнака, енкавстика, 4 ст. до н. е.
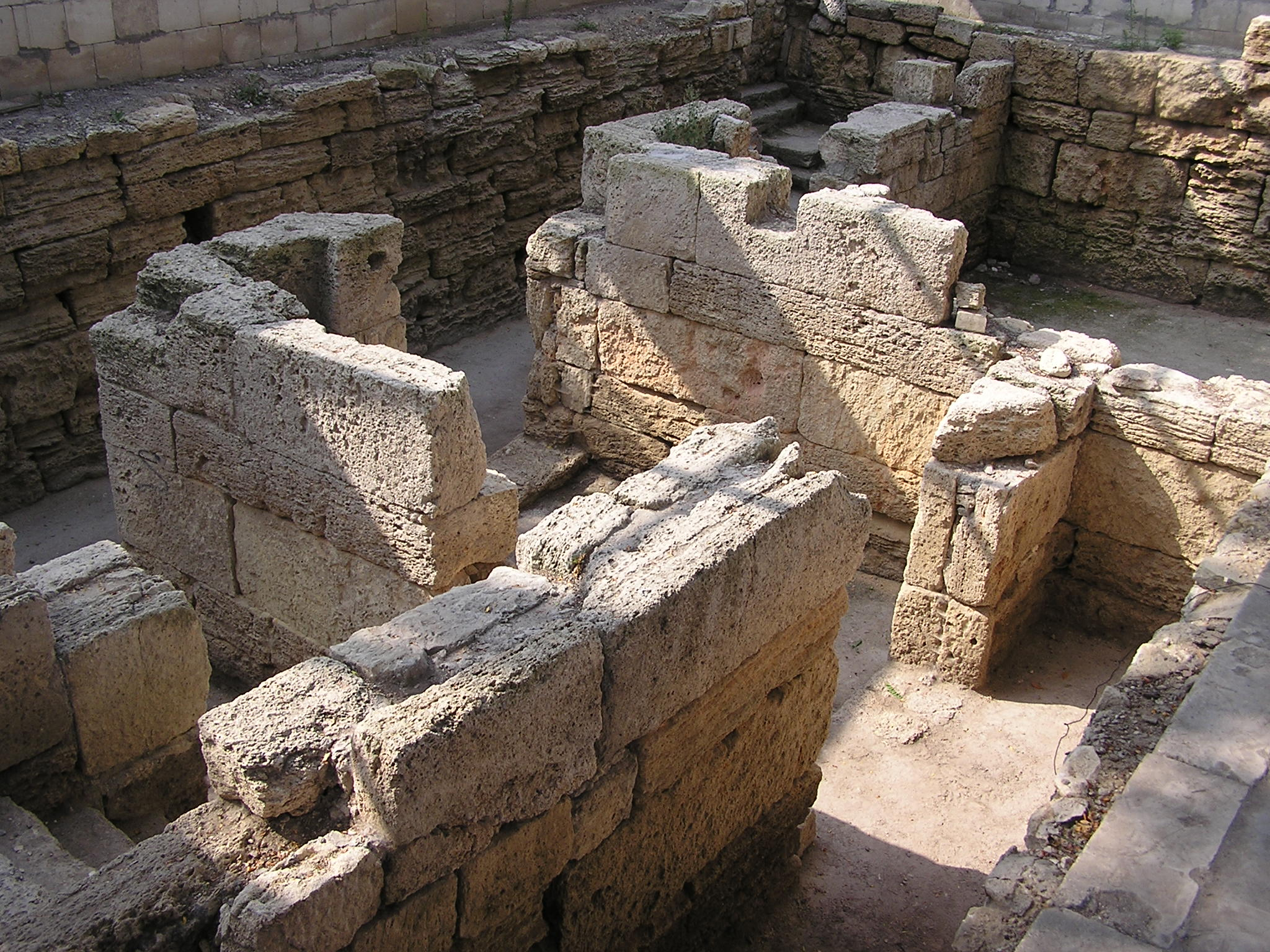
Музеєфіковані залишки монетного двору міста
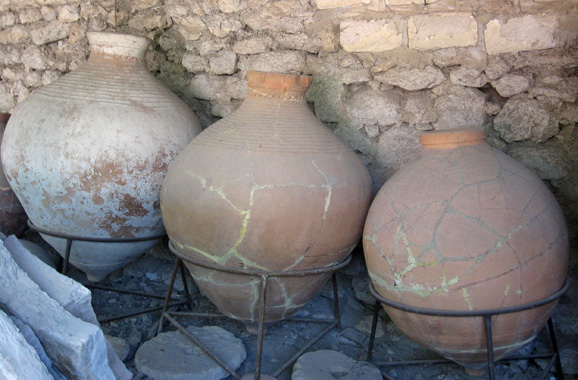
Глеки для збереження їстівних продуктів
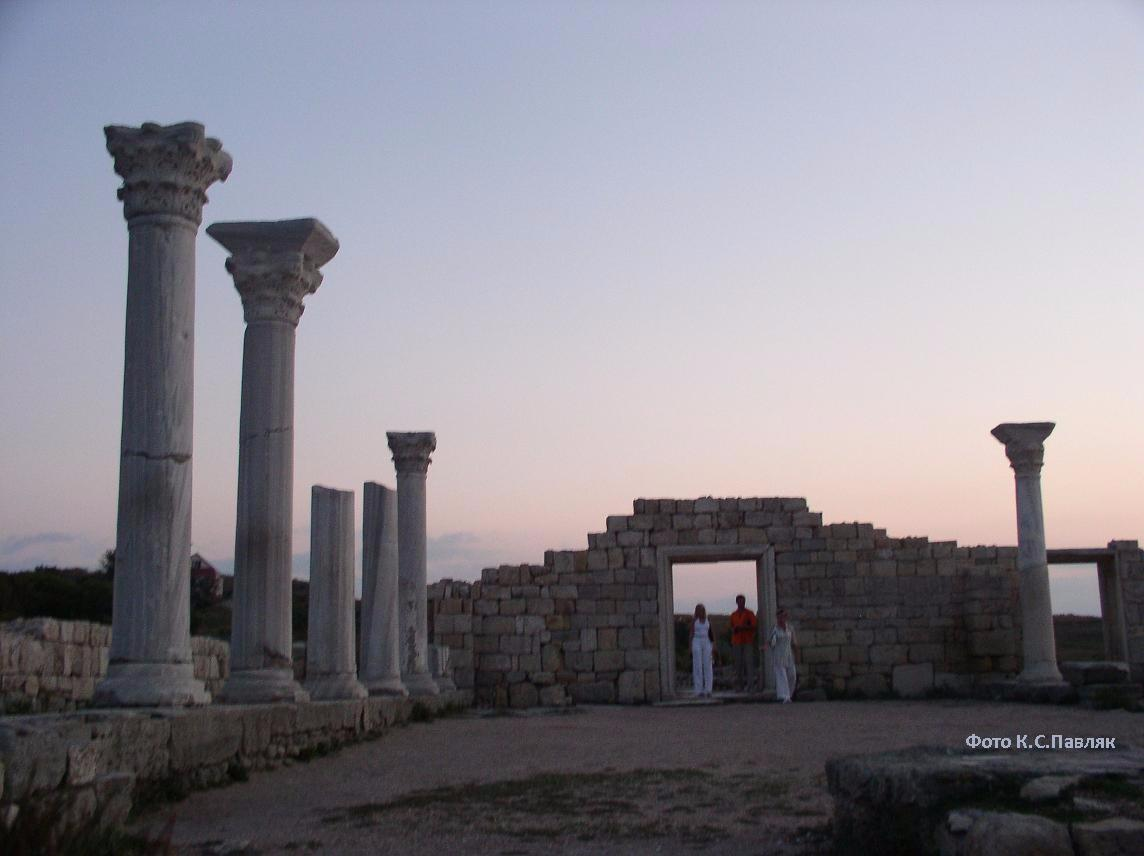
Залишки так званої Базиліки 1935 року
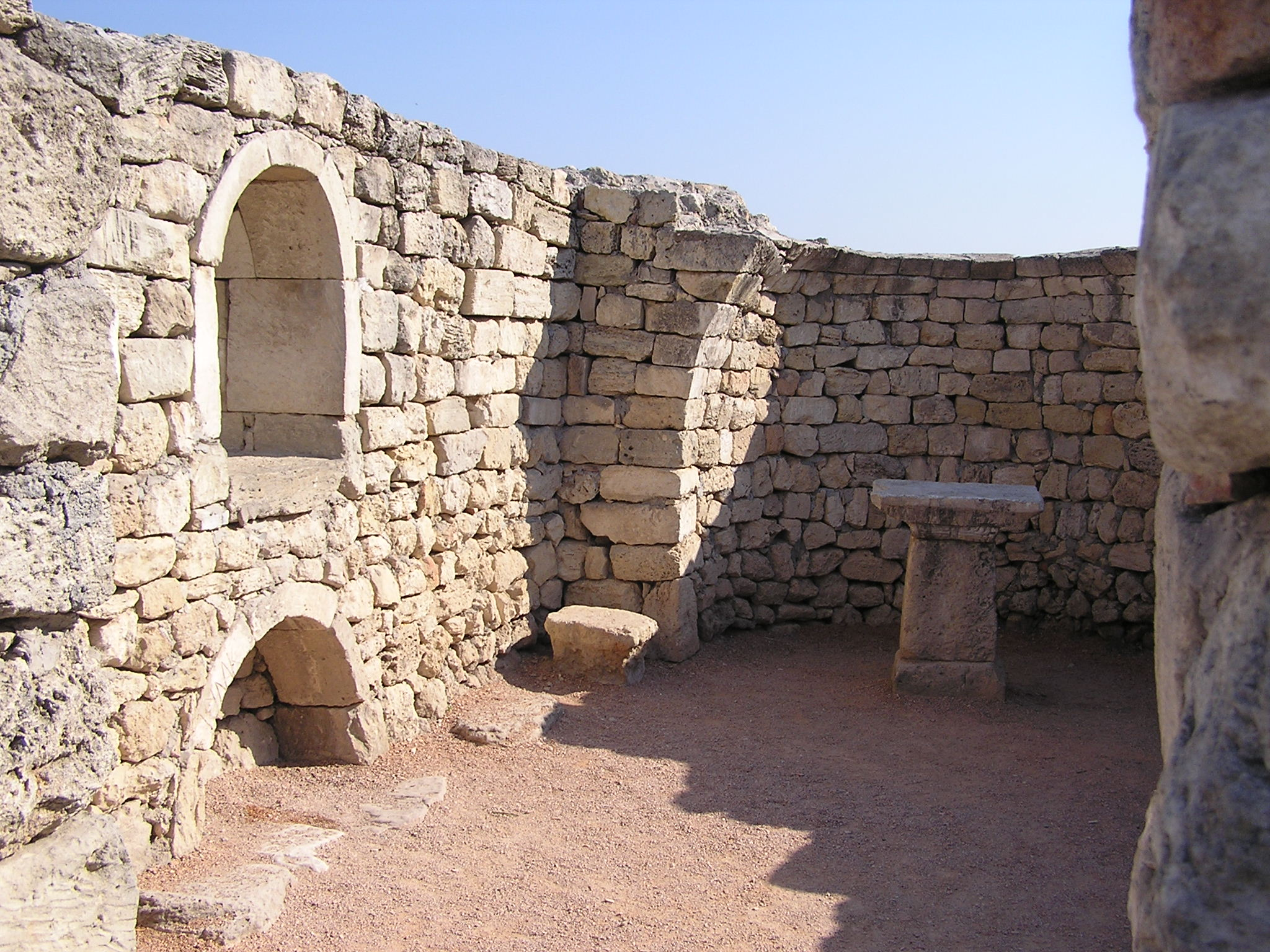
Церква-усипальниця XII-XIII ст.
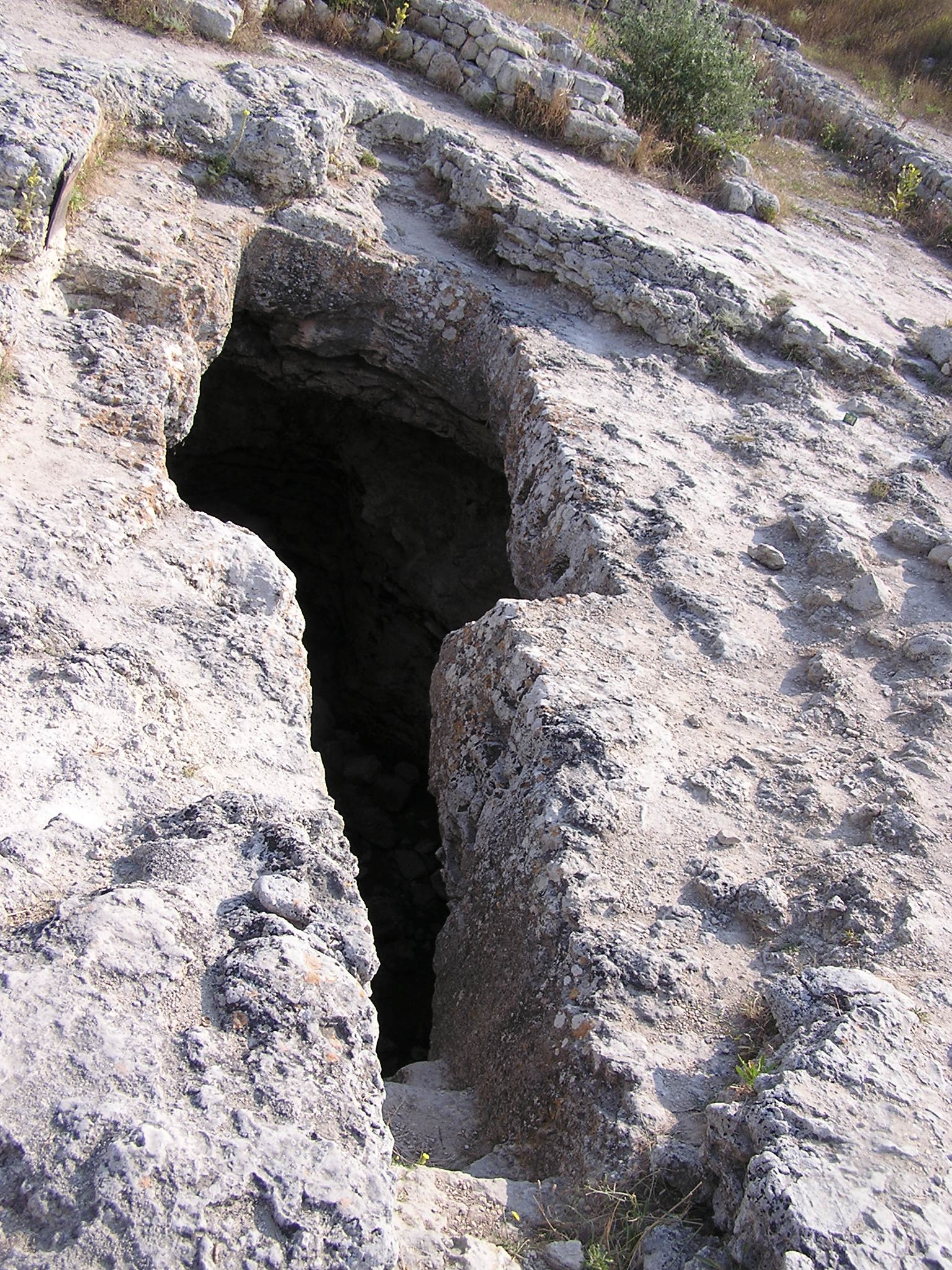
Капела-мартирій з підземним мавзолеєм
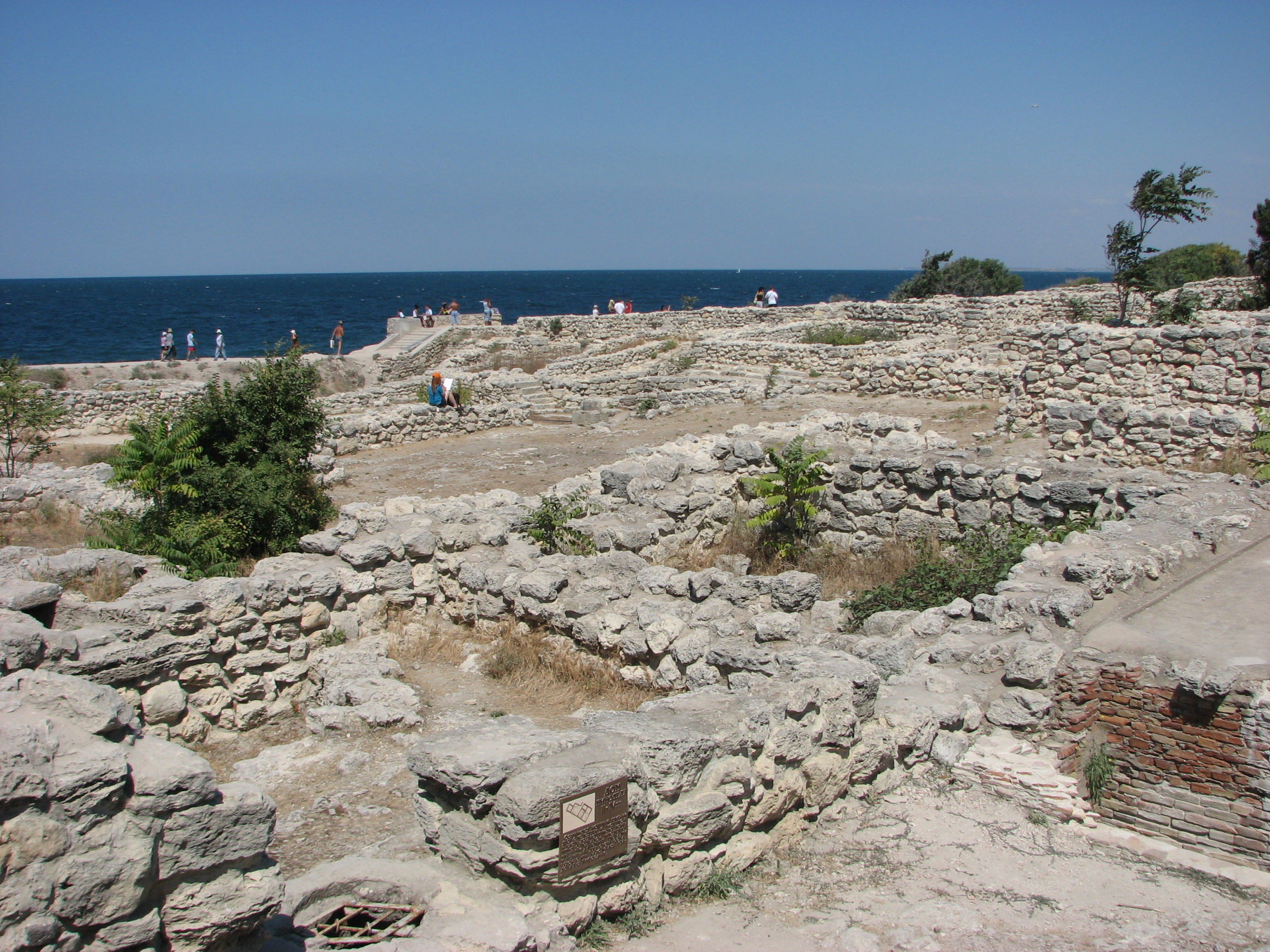
Руїни Херсонесу
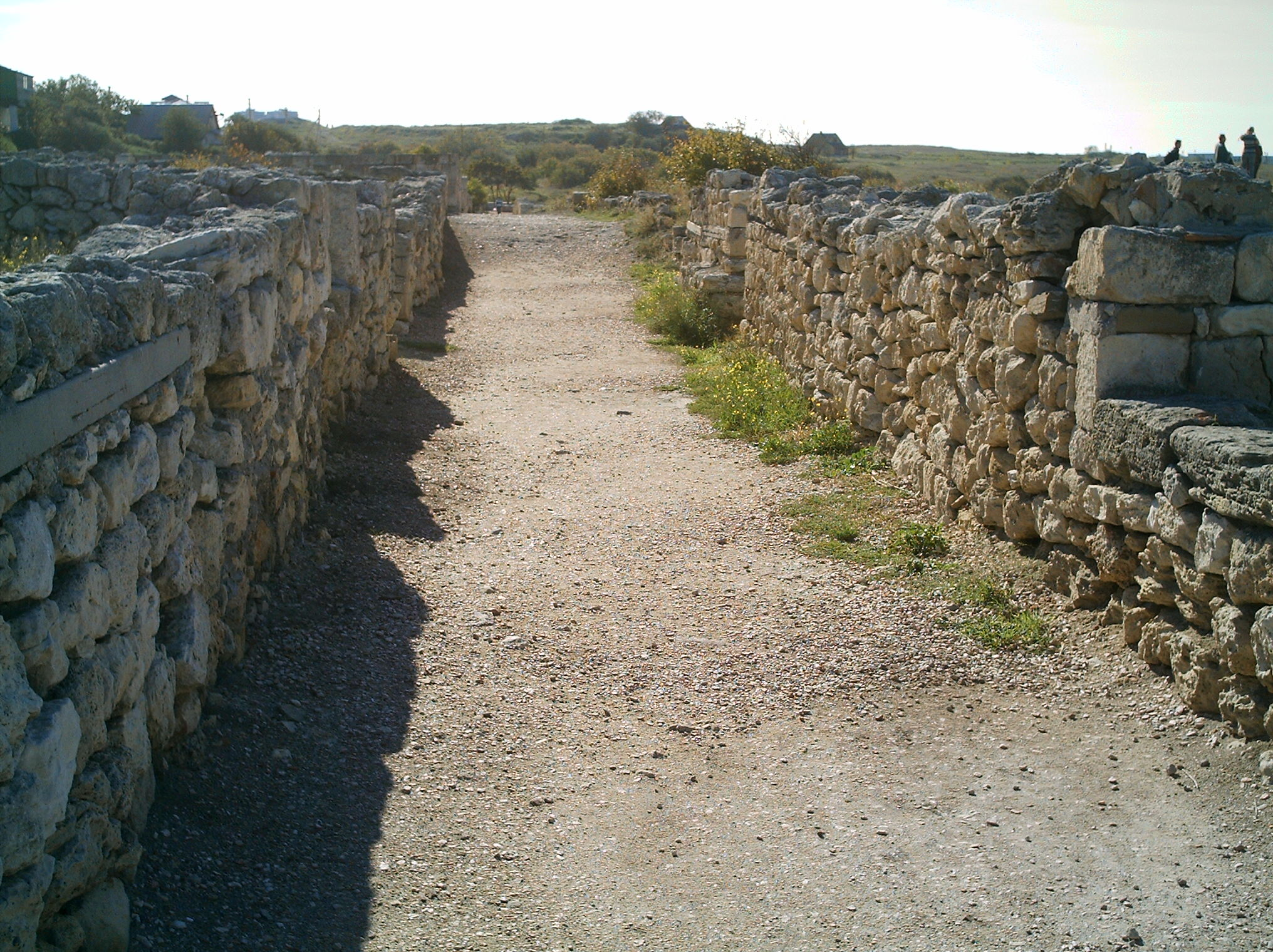
Вулиця в Херсонесі

### Мозаїки

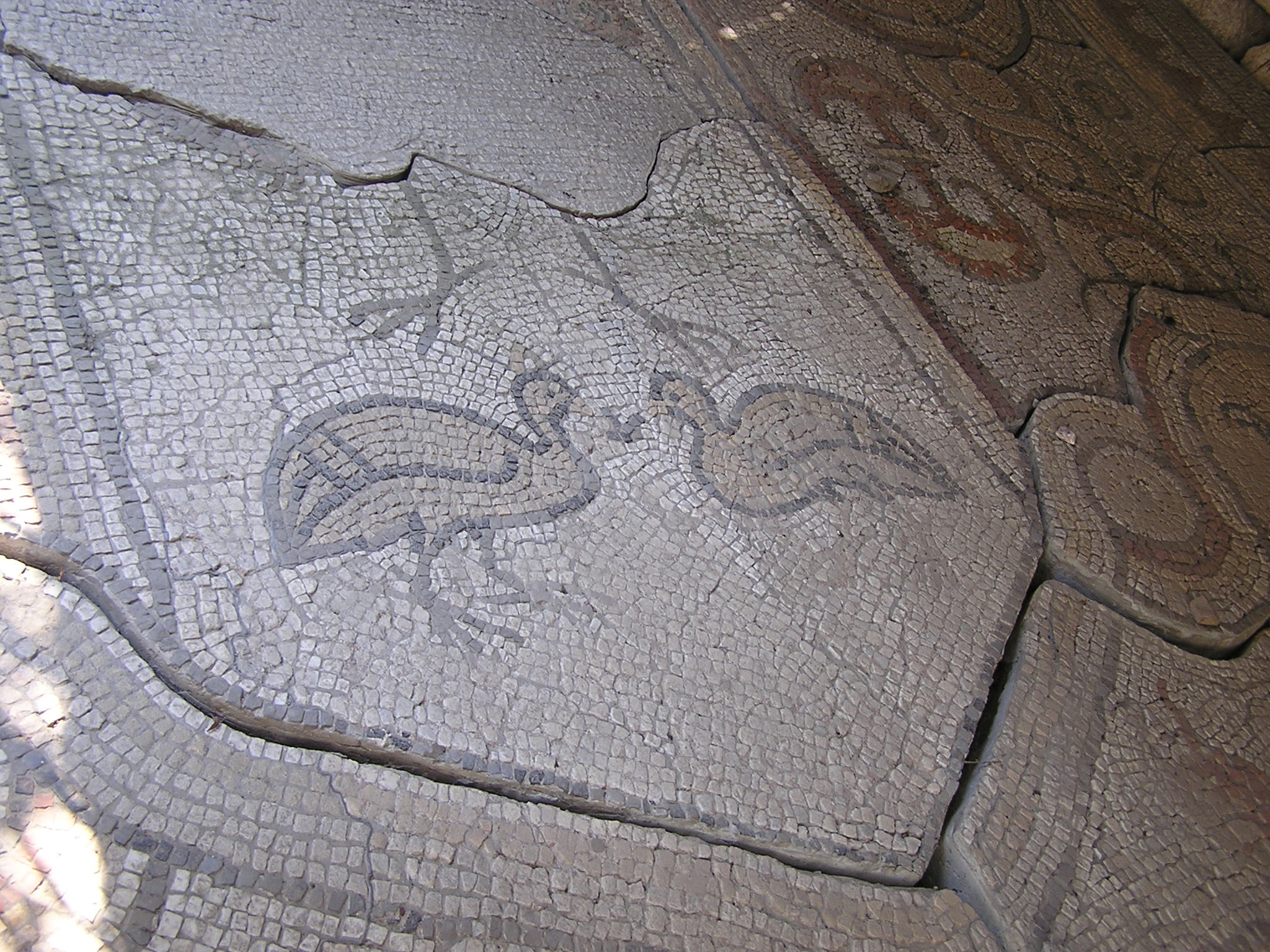
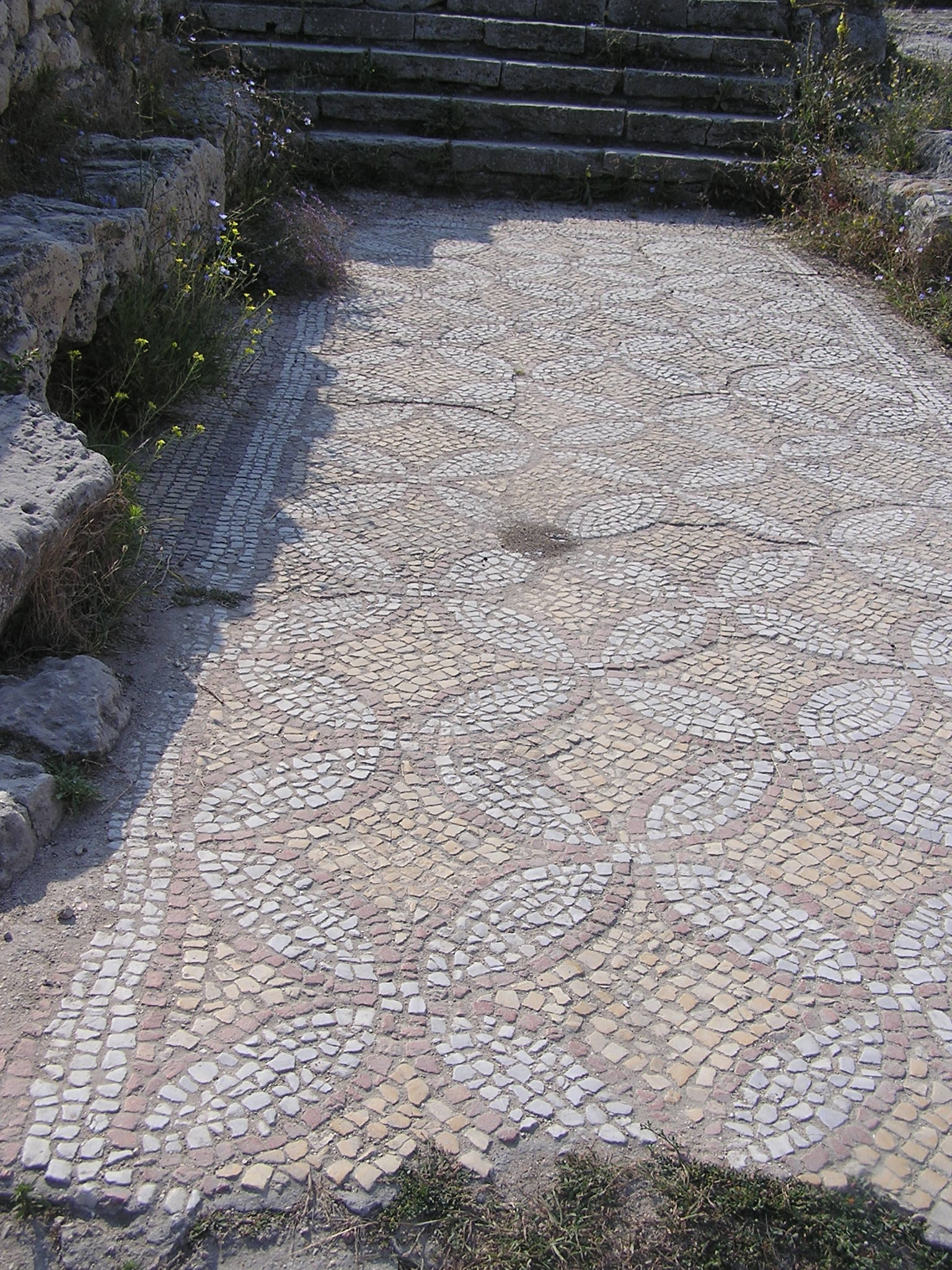
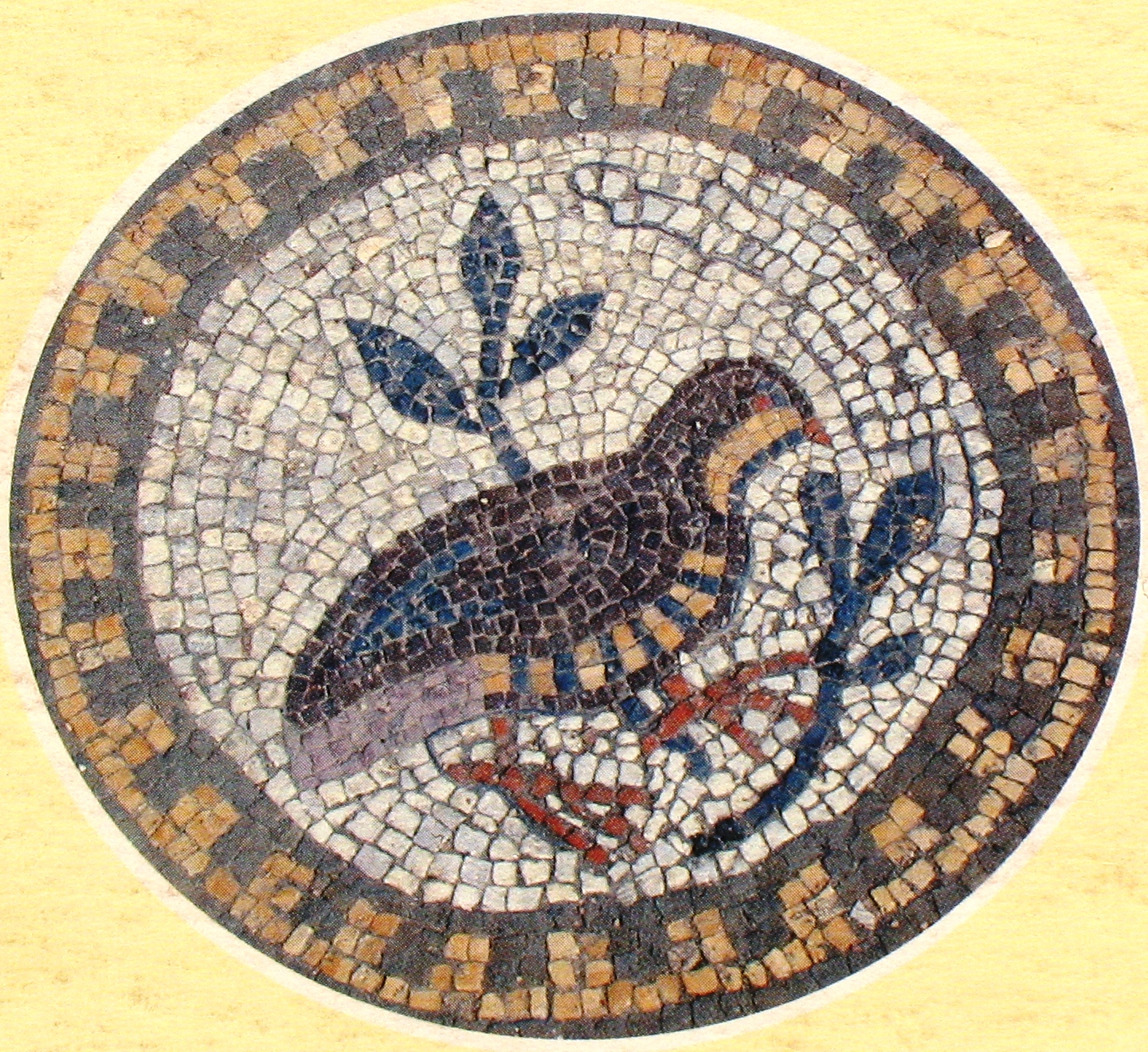
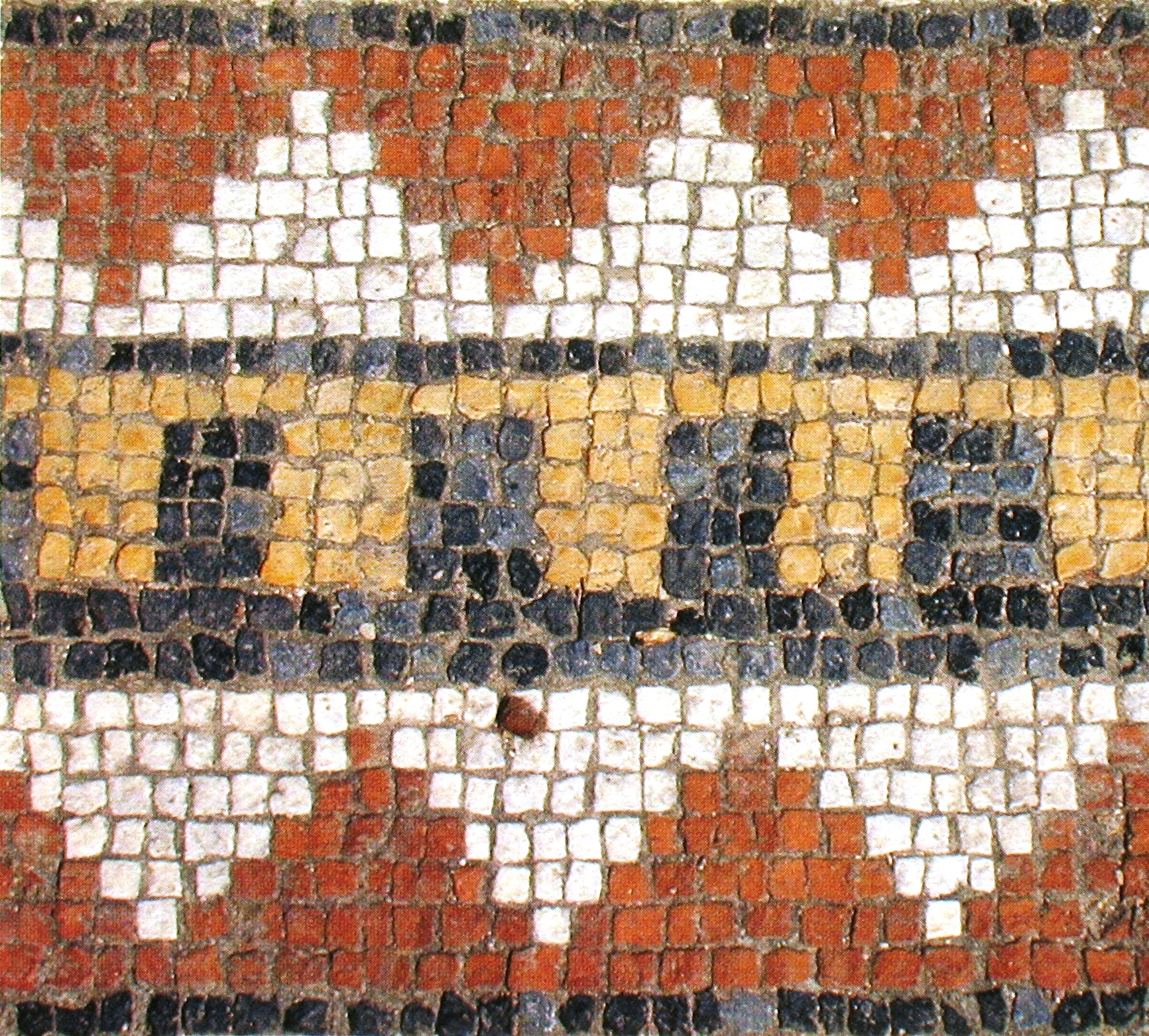

## Видання закладу
Музей видавав «Херсонесский сборник» (1926—1961, 1996—2018).

## Адреса в Севастополі
- Національний заповідник «Херсонес Таврійський», вул. Древня, 1, Севастополь, 99045, АР Крим, Україна.